# Młodzieżowe Mistrzostwa Polski Par Klubowych na Żużlu 1990
Młodzieżowe Mistrzostwa Polski Par Klubowych na Żużlu 1990 – zawody żużlowe, mające na celu wyłonienie medalistów młodzieżowych mistrzostw Polski par klubowych w sezonie 1990. Rozegrano trzy turnieje eliminacyjne oraz finał, w którym zwyciężyli żużlowcy Apatora Toruń.

## Finał
- Toruń, 12 czerwca 1990
- Sędzia: Henryk Kowalski

| Miejsce | Kluby             | Suma | Zawodnicy                                                | Punkty                                     |
| ------- | ----------------- | ---- | -------------------------------------------------------- | ------------------------------------------ |
| złoto   | Apator Toruń      | 19   | Krzysztof Kuczwalski Robert Sawina Mirosław Kowalik      | 9 (1,2,–,3,3) 8 (2,3,u,1,2) 2 (–,–,2,–,–)  |
| srebro  | Start Gniezno     | 17   | Tomasz Fajfer Szczepan Kulczak Artur Walkowiak           | 11 (3,3,0,2,3) 6 (0,2,2,0,2) ns            |
| brąz    | ROW Rybnik        | 15   | Dariusz Fliegiert Krzysztof Fliegiert Eugeniusz Tudzież  | 11 (3,1,1,3,3) 4 (1,0,3,w,–) 0 (–,–,–,–,w) |
| 4       | Stal Gorzów Wlkp. | 13   | Marek Hućko Piotr Paluch Andrzej Rzepka                  | 11 (2,3,3,2,1) 1 (0,0,1,–,0) 1 (–,–,–,1,–) |
| 5       | Wybrzeże Gdańsk   | 13   | Jarosław Olszewski Jarosław Kalinowski Sławomir Abakumow | 11 (3,1,2,3,2) 1 (0,0,–,w,1) 1 (–,–,1,–,–) |
| 6       | Stal Rzeszów      | 10   | Krzysztof Ciepiela Janusz Ślączka Tadusz Hajt            | 4 (2,1,t,w,1) 6 (1,2,3,d,–) 0 (–,–,–,–w)   |